# اچ‌ام‌اس اسپارهام (ام۲۷۳۱)
اچ‌ام‌اس اسپارهام (ام۲۷۳۱) (به انگلیسی: HMS Sparham (M2731)) یک کشتی بود. این کشتی در سال ۱۹۵۴ ساخته شد.